# Tomb Raider (videojuego de Game Boy Color)
Tomb Raider (también conocido como Tomb Raider: The Nightmare Stone ) es un videojuego de acción y aventuras del año 2000 desarrollado por Core Design y publicado por THQ para Game Boy Color bajo licencia del propietario de la serie Eidos Interactive . Siguiendo a la protagonista de la serie, Lara Croft, mientras busca ruinas en Sudamérica en busca de un artefacto poderoso, el juego presenta plataformas y resolución de acertijos en un entorno de desplazamiento lateral 2D.
Tomb Raider fue la entrada debut de la serie en las plataformas de Nintendo, y los desarrolladores y periodistas la describieron como técnicamente impresionante para la plataforma. Se vendió bien para THQ y fue elogiado por los críticos por sus logros técnicos y la emulación del juego de la serie principal en forma portátil. Se lanzaron dos secuelas: Curse of the Sword en 2001 y The Prophecy en 2002.

## Gameplay
En Tomb Raider, el jugador controla a Lara Croft a través de 14 niveles repartidos en cinco áreas.  En cada nivel, el jugador debe resolver acertijos, saltar obstáculos y derrotar enemigos. Lara puede realizar hasta 25 movimientos diferentes, incluidos agarres de salientes, volteretas hacia atrás y saltos desde acantilados.  La historia del juego sigue los intentos de Lara de evitar que un grupo de cazadores de tesoros posean la Piedra Pesadilla, una llave capaz de liberar al dios malvado Quaxet. 

## Desarrollo y lanzamiento
Tomb Raider fue desarrollado para Game Boy Color (GBC) por los creadores de la serie Core Design como el primer título del personaje en el hardware de Nintendo. El productor de Eidos Interactive, Mike Shmitt, describió el juego como técnicamente impresionante para la plataforma dados los orígenes del personaje en un hardware más potente. Las animaciones de Lara, que suman más de dos mil, se renderizaron a partir de los originales de la consola doméstica, y se utilizó acceso directo a la memoria para que las animaciones funcionaran. El modelo de Lara tenía 48 píxeles, mucho más que el de otros personajes jugadores de la consola.  La música y el audio estuvieron a cargo de Manfred Linzner y Bernhard Wodok de Shin'en ; El GBC Tomb Raider fue uno de los primeros proyectos de la empresa.  
Eidos Interactive otorgó la licencia de la propiedad a THQ . En un comunicado de prensa, Jeremy Heath-Smith de Eidos explicó que la asociación se debe a la extensa biblioteca de títulos GBC de THQ.  Anunciado en noviembre de 1999,  Tomb Raider se estrenó en Norteamérica el 7 de junio de 2000 con el título Tomb Raider Starring Lara Croft .  Posteriormente se lanzó en Europa el 28 de junio,  en el Reino Unido el 30 de junio,  y en Australia el 18 de julio. 

## Recepción
Durante un informe sobre el lanzamiento australiano, THQ señaló que el juego se había agotado en la región en el momento del lanzamiento.  THQ destacó positivamente el juego como parte de su informe fiscal del segundo trimestre de 2000. 

El juego recibió una puntuación promedio del 79% en GameRankings, según un total de 10 reseñas.  Frank Provo de GameSpot elogió los niveles y afirmó que cada uno presenta un tema de juego diferente, que va desde escalar cuerdas en los niveles del templo hasta nadar en las cavernas y saltar sobre flujos de lava volcánica.  Los críticos también destacaron las animaciones suaves y acrobáticas de Lara,   y el hecho de que el jugador puede realizar una amplia variedad de movimientos con los botones limitados de Game Boy Color. 